# Мкртчян, Лина Владимировна
Лина Мкртчян (официально Елена Владимировна Мкртчян) — советская и украинская певица (контральто).

## Биография
Родилась в городе Одессе.
«Мкртчян» в переводе с армянского языка означает «Креститель», «Лина» — «скорбная песнь».
С 17 лет училась в Москве в Академии музыкального искусства им. Гнесиных, Московской государственной консерватории им. П. И. Чайковского и в Российской академии театрального искусства (ГИТИС).
Будучи студенткой, исполняла сложнейшие произведения, в том числе написанные специально для её исполнения и посвященные ей. Уникальный голос певицы отличается необыкновенно широким диапазоном, и потому, будучи одним из лучших современных контральто, она поет также в различных диапазонах сопрано. В репертуаре певицы — музыка семи веков (свыше 800 произведений): от итальянских песен (лауд) XIII века и духовной музыки до произведений, написанных в наши дни.
Лина — первая русская певица, исполнявшая русскую духовную музыку в Ватикане. За свою уникальную интерпретацию Франца Шуберта она стала единственной иностранной певицей, приглашённой принять участие в немецком национальном фестивале «Шубертиана».
В сентябре 1998 года с большим успехом прошли концерты Лины Мкртчян в Париже. Французским ТВ был снят фильм о Лине Мкртчян.
В Париже издана антология творчества певицы, все компакт-диски которой удостоены высшей оценки европейских критиков.
Она также принимала участие в одном из самых престижных фестивалей классической музыки в Монтрё (Швейцария).
В 1996 году пела в сопровождении оркестра Евгения Колобова в Карнеги-холл в Нью-Йорке. Партнерами Лины Мкртчян были лучшие дирижёры и органисты. Её концерты проходили при неизменных аншлагах на лучших сценах мира. Лина Мкртчян является автором двух программ на радио и одной на телевидении. Вот уже несколько лет Лина Мкртчян является автором и ведущей московского Духовно-просветительского цикла «Возвращение на Родину».
Лина трепетно любит Родину своих предков, Армению, в которой она выступала, к несчастью, крайне мало. Однако напряженная духовная связь с Родиной, осознание себя её дочерью не покидало певицу никогда. Благотворительные концерты в помощь жертвам землетрясения в Армении 1988 года прошли от Москвы до Америки. Певица приняла участие в двух вечерах вокальной музыки, посвященных памяти великого композитора современности и большого её друга А. Тертеряна, состоявшихся в г. Екатеринбурге.

## Призы и награды
- Царскосельская художественная премия (1995).
- В 1996 году издательством «Петрополь» и Царскосельским лицеем певице была присуждена «Пушкинская премия» петербургских поэтов с девизом: «За бескорыстное и беззаветное служение отечественной культуре».